# Pierre de Saintignon
Pour les articles homonymes, voir Saintignon.
Pierre de Saintignon, né le 22 mai 1948 à Angers (Maine-et-Loire) et mort le 9 mars 2019 à Lille (Nord), est un homme politique français, membre du Parti socialiste.
Après avoir été successivement dirigeant associatif, chef d'entreprise et haut fonctionnaire, il est de 2001 à sa mort premier adjoint à la maire de Lille, Martine Aubry.
De 2010 à 2015, il est premier vice-président du conseil régional du Nord-Pas-de-Calais, chargé du développement économique.

## Biographie

### Jeunesse
Pierre de Saintignon naît le 22 mai 1948 à Angers (Maine-et-Loire) du mariage de François de Saintignon (1912-1972) et de Monique Larmoyer.
Il est issu d'une famille noble lorraine qui avait des intérêts dans la sidérurgie à Longwy, elle est membre de l'Association d'entraide de la noblesse française (ANF) à partir du 28 mai 1938. Cette famille, originaire de Verdun dont elle occupa la charge de bailli-vicomte héréditaire, faisait partie des Chevaux de Lorraine et fut admise plusieurs fois aux Honneurs de la Cour au cours du XVIIIe siècle.
Son père, avocat, fut prisonnier de guerre pendant la Seconde Guerre mondiale. Après la guerre, il devient le directeur de la Population, ancien titre donné à la direction départementale des Affaires sanitaires et sociales,. Sa mère, quant à elle, est orthophoniste.
Pierre de Saintignon, troisième d'une fratrie de cinq garçons, affirme avoir « raté toutes ses études primaires et secondaires à cause d'une profonde dyslexie qu'il soigne grâce à l'équithérapie ». À cause de cette dyslexie, Pierre de Saintignon suit sa scolarité par correspondance et ne sait ni lire ni écrire jusqu’à l’âge de 10 ans. Grâce aux relations de sa famille, Claude Chassagny, grand nom de l’orthophonie en France, conseille à sa mère de lui faire suivre des cours d’équitation. L’équitation devient alors une véritable passion qui l'aide beaucoup à combattre son trouble. À 16 ans, il reprend une scolarité classique en classe de première. Pierre de Saintignon décroche son baccalauréat au bout de la sixième fois, et poursuit son cursus avec des études en économie.

### Carrière professionnelle
Pierre de Saintignon commence à travailler en 1967 auprès du Centre technique national pour l'enfance et l'adolescence inadaptée (CTNEAI), laboratoire associé à l’Inserm,. Il y effectue diverses missions dans les domaines de l'urbanisme (villes nouvelles, renouveau de quartier — concernant Grenoble, en collaboration avec son maire Hubert Dubedout — ou la ville d'Alençon), de l'enfance (maltraitance) — dont des recherches à l'hôpital Necker-Enfants malades  sur ce sujet —, et le chômage. Il décide ensuite de quitter l'Inserm pour un autre parcours.
En 1977 il prend la direction administrative de la Sauvegarde du Nord, association créée en 1957 pour la protection de l’enfance.
En 1978, Pierre de Saintignon crée une première entreprise d'insertion, Réabat Bâtiment. En 1987, la Sauvegarde du Nord établit le regroupement des quatre premières entreprises d’insertion au sein de Vitamine T. À partir de là, le groupe n'a cessé de se développer. En 28 ans, Vitamine T a pu réinsérer 33 000 personnes,, son effectif est de 2 500 personnes salariées en 2014. Vitamine T et ses filiales représentent cinquante millions d’euros de chiffre d’affaires en 2014.
En 1990, à la suite de sa rencontre avec Philippe Francés, président de Darty, Pierre de Saintignon entre dans cette entreprise, y reste pendant 10 ans et en devient le directeur général.
En 1999, il  est nommé inspecteur général des affaires sociales,. Il est retraité de cette fonction en 2011.
En 2017, il fonde et est président de la Fondation des possibles jusqu'à sa mort.

### Parcours politique
Militant au Parti socialiste (PS) à partir de 1967, Pierre de Saintignon rejoint le PS et la région lilloise, en 1977, pour un poste à la sauvegarde de l'enfance et de l'adolescence.
En 1988, Pierre de Saintignon est appelé à travailler aux côtés de Michel Delebarre, alors ministre des Affaires sociales, pour participer à la rédaction de la loi portant création du revenu minimum d'insertion (RMI).
De 1989 à 1995, il est conseiller à l’insertion sociale et à l’économie. Parallèlement il est adjoint au maire de Lille à l’emploi, à la lutte contre la précarité, au conseil de quartier de Vauban-Esquermes, à la formation professionnelle et permanente, à l’insertion professionnelle et au R.M.I.
Il rencontre Martine Aubry en 1990. Il lui propose alors de piloter un groupe chefs d'entreprises travaillant sur l’insertion des jeunes des quartiers défavorisés. C’est sur sa suggestion que la future maire de Lille intègre l’équipe de Pierre Mauroy alors maire de Lille.
En mai 1991, il entre au cabinet de Martine Aubry, ministre du Travail, de l'Emploi et de la Formation professionnelle du gouvernement Cresson puis du gouvernement Bérégovoy et est nommé conseiller technique de la ministre en mai 1992, ; l'arrêté de nomination du 22 mai 1992 précise que Pierre de Saintignon est économiste.
Il est à l'origine de lois pour l’emploi des jeunes inspirées par les politiques menées à Lille.
En 1998, il est élu vice-président du conseil régional du Nord-Pas-de-Calais, puis, en 2010 premier vice-président, mandat qu'il exerce jusqu'à la fin 2015.
Dès 1999, sous Pierre Mauroy, il porte le projet  Euratechnologies, un pôle d'activité sur les NTIC (Nouvelles Technologies de l'Information et de la Communication) basé sur la friche industrielle leblan-Lafont. Celui-ci voit finalement le jour en 2009 et Pierre de Saintignon en devient le président.
En 2000 il est chargé de mission au conseil régional sur les nouvelles technologies de l'information et de la communication. La même année, il participera à l'écriture de Les nouvelles modalités d’accès à l’emploi des jeunes.
En 2001, quand Martine Aubry remporte les élections municipales à Lille, elle lui propose de devenir son premier adjoint délégué aux Finances, au Développement économique, aux Affaires militaires et à la Gestion du patrimoine privé, poste qu’il occupe encore en 2015. Toujours en 2001, lui est également confiée par Jacques Chirac une mission visant à établir un plan de collaboration économique entre la France et la Palestine. Durant cette mission, il rencontre des représentants de l'OLP et du Hamas, ainsi que des Israéliens.
Durant son mandat, Pierre de Saintignon aura de nombreuses délégations en tant que premier adjoint, ainsi il sera adjoint au Développement économique, aux Finances, aux Affaires militaires (et anciens combattants), à la Politique de la Ville, aux Nouvelles Technologies de l'Information et de la Communication (NTIC), aux réseaux câblés, à l'emploi, la recherche et l'insertion, au casino, à la gestion du patrimoine privé. Il préside également le Conseil Communal de Concertation (CCC). (cependant difficile de trouver les dates exactes d'exercice de ces différentes missions/délégations). Avec son implication en tant que délégué aux Finances, il prépare les budgets annuels de la ville et touche ainsi un peu à tous les domaines (également du fait qu'il est premier adjoint).
À partir de 2001, Pierre de Saintignon est vice-président de la région Nord-Pas-de-Calais, sous la présidence de Daniel Percheron. En 2013, la mauvaise gestion pratiquée par ce président, les « dépenses pharaoniques » et la politique de recrutement privilégiant les sympathisants socialistes et des proches sont dénoncées par ses adversaires politiques siégeant au conseil régional, dont Marine Le Pen (Front national) et Jean-Pierre Bataille (UMP), ainsi que dans la presse. Daniel Percheron, à cette époque, ne souhaitait pas que Pierre de Saintignon lui succède.
En 2005, il  écrit Un nouvel art de ville : Le projet urbain de Lille.
De 2010 à 2015 (tout début 2016), Pierre de Saintignon est premier vice-président du conseil régional du Nord-Pas-de-Calais, il est alors chargé du développement économique.
En 2015, Pierre de Saintignon, numéro deux de la région Nord-Pas-de-Calais, est nommé par son parti tête de liste pour les élections régionales de décembre 2015, et donc candidat PS  à la présidence de la future région Nord-Pas-de-Calais-Picardie face notamment à  Xavier Bertrand (Les Républicains) et Marine Le Pen (Front national). Il pâtit au début de la campagne électorale d'une notoriété relativement faible, ce qu'il reconnait lui-même : il est ainsi qualifié, en juillet 2015, par le quotidien Le Parisien d'« inconnu du Nord ». Au premier tour, il obtient 18,12 % des voix, ce qui le place en troisième position derrière Marine Le Pen, 40,64 % et Xavier Bertrand (liste d'union de la droite et du centre), 24,41 %,. Bien qu'en position de se maintenir, avec le soutien des électeurs des listes Front de gauche-Parti communiste et d'Europe Écologie Les Verts (l'ensemble faisant 28,27 %), mais sans pouvoir rivaliser avec la droite, il annonce son retrait du second tour, suivant les injonctions de la direction de Parti socialiste, pour empêcher la victoire du Front national.

### Mort et hommages
Atteint d'un cancer, Pierre de Saintignon meurt  le 9 mars 2019 à l'âge de 70 ans. De nombreux élus et personnalités politiques lui rendent hommage,.
La place Pierre-de-Saintignon est inaugurée le mercredi 25 septembre 2019 à Lille, devant l'entrée d'EuraTechnologies, en son hommage.

### Famille
Pierre de Saintignon a cinq enfants et onze petits-enfants.

## Détail des mandats et fonctions

### Conseil municipal
- 1989-2001 : adjoint au maire de Lille sous Pierre Mauroy : Emploi, Lutte contre la précarité, Formation professionnelle et permanente, Insertion professionnelle et au R.M.I. (développement économique - emploi et à l'insertion) - Conseil de quartier de Vauban-Esquermes
- 2001-2019 : premier adjoint à la maire de Lille sous Martine Aubry, délégué au développement économique, aux affaires militaires, au casino et à la gestion du patrimoine privé[32].
  - 2001-2008 : Développement Economique - Emploi - Politique de Ville - Affaires Militaires - Réseau câblé et aux NTIC - Démocratie Participative - Conseil Communal de Concertation - Médiation.
  - 2008-2014 : Finances - Développement Economique - Affaires militaires et anciens combattants - Conseil Communal de Concertation. Selon le dossier de préparation des délégations, il pourrait avoir eu comme délégations : Économie - Finances et moyens - Assurances - Vie des assemblées - Affaires militaires - Anciens combattants - présidence du Conseil Communal de Concertation - Casino - Conseil des Résidents Etrangers Lillois - Développement Durable - Agenda 21  - tourisme? - Pôle développement.
  - 2014-2019 : Finances - Développement Economique - Affaires Militaires. Puis Casino - Gestion du patrimoine privé, préside aussi la Commission Développement Economique, Emploi, Recherche et Insertion. En Juin 2017 ses délégations ont évolué et sont désormais constituées de Économie - Affaires Militaires - Assurances - Casino - Gestion du patrimoine privé - Forain.

Au-delà de ces délégations il est également membre, représentant de la mairie voir président de comités, commission, organismes divers, etc.

### Conseil régional
- 1998-2015 : conseiller régional du Nord-Pas-de-Calais et membre de la Commission Permanente.
- 1995-2010 : vice-président du conseil régional du Nord-Pas-de-Calais chargé du développement économique[33].
- 2010-2015 : premier vice-président de la Région Nord Pas-de-Calais chargé du développement économique, de l’emploi et de la formation[33].

### Conseil métropolitain
- 2015-2019 : conseiller métropolitain à la Métropole européenne de Lille.